# Competició esportiva
Una competició esportiva és un torneig en què es practica algun esport de manera competitiva, amb una reglamentació i periodicitat predefinides. Un conjunt de torneigs és un campionat Aquesta activitat es distingeix de l'esport practicat amb una mera finalitat recreativa. Com a resultat de la competició s'obté una classificació, guanyadors i algun tipus de reconeixement per als millors, com ara un trofeu o un premi econòmic. Algunes competicions esportives requereixen un nombre elevat de trobades o proves, que es desenvolupen de forma contínua al llarg de tota una temporada. En altres casos s'obté un guanyador amb el menor nombre possible d'enfrontaments, en cas de disposar d'un temps reduït, o bé amb enfrontaments intercalats amb la competició regular principal al llarg de tota la temporada.
Normalment, aquest tipus de competicions se solen celebrar gràcies al suport de diferents associacions esportives o empreses. Un exemple és la FIFA (Federació Internacional de Futbol Associació), que organitza la Copa del Món de Futbol en el qual participen equips de tot el planeta. Les competicions esportives van des de l'esport professional a les competicions escolars passant pels aficionats i semiprofessionals.

## Campionat
Un campionat és una prova esportiva en la qual a més, del premi corresponent, es disputa un títol de supremacia individual reconegut després oficialment i que dura fins que el vencedor o campió ha estat desposseït del títol en un nou campionat del mateix tipus i extensió. Hom entén que el campió que no va al campionat subsegüent al que hi va obtenir el títol, hi renuncia a favor del vencedor del nou campionat.
Els campionats són locals, regionals, nacionals o universals o mundials, segons si hi prenent part contrincants exclusivament d'una localitat, d'una regió, d'una nació o de tots els països. També hi ha campionats particulars que són aquells que celebra per exemple, un club per als seus socis.
Els campionats poden ser amateurs, professionals o mixtes, segons hi siguin convocats només els aficionats, els professionals o uns i altres.

## Història
La primera competició esportiva coneguda són els Jocs Olímpics, que se celebraren a Grècia des de l'any 776 aC fins a l'any 394 dC, quan els va prohibir Teodosi I. En èpoques posteriors, les competicions esportives han anat augmentant en nombre a causa de la invenció de molts esports, un exemple és el bàsquet, inventat pel Dr James Naismith.

## Sistemes de campionats
Hi ha esports o modalitats esportives que es practiquen de manera individual, per parelles (o dobles) i esports d'equip. En cada esport la forma d'enfrontament és diferent.

### Qualificació individual
Cada competidor (sigui esportista o grup) ha de realitzar una prova independent de la que es deriva una qualificació. La qualificació pot ser una marca aconseguida (per exemple: en atletisme, una alçada superada en salt d'alçada o una longitud aconseguida en llançament de pes) o una puntuació atorgada per un àrbitre o jutge (per exemple: les notes en gimnàstica). Quan la puntuació es basa en una valoració humana sempre hi ha un grau de subjectivitat.
Malgrat el seu caràcter individual, les proves es desenvolupen en el context de reunions o trobades en què participa un cert nombre d'esportistes o equips. Concloses les proves es disposa una llista ordenada de qualificacions encapçalada pel corresponent guanyador.

### Carreres

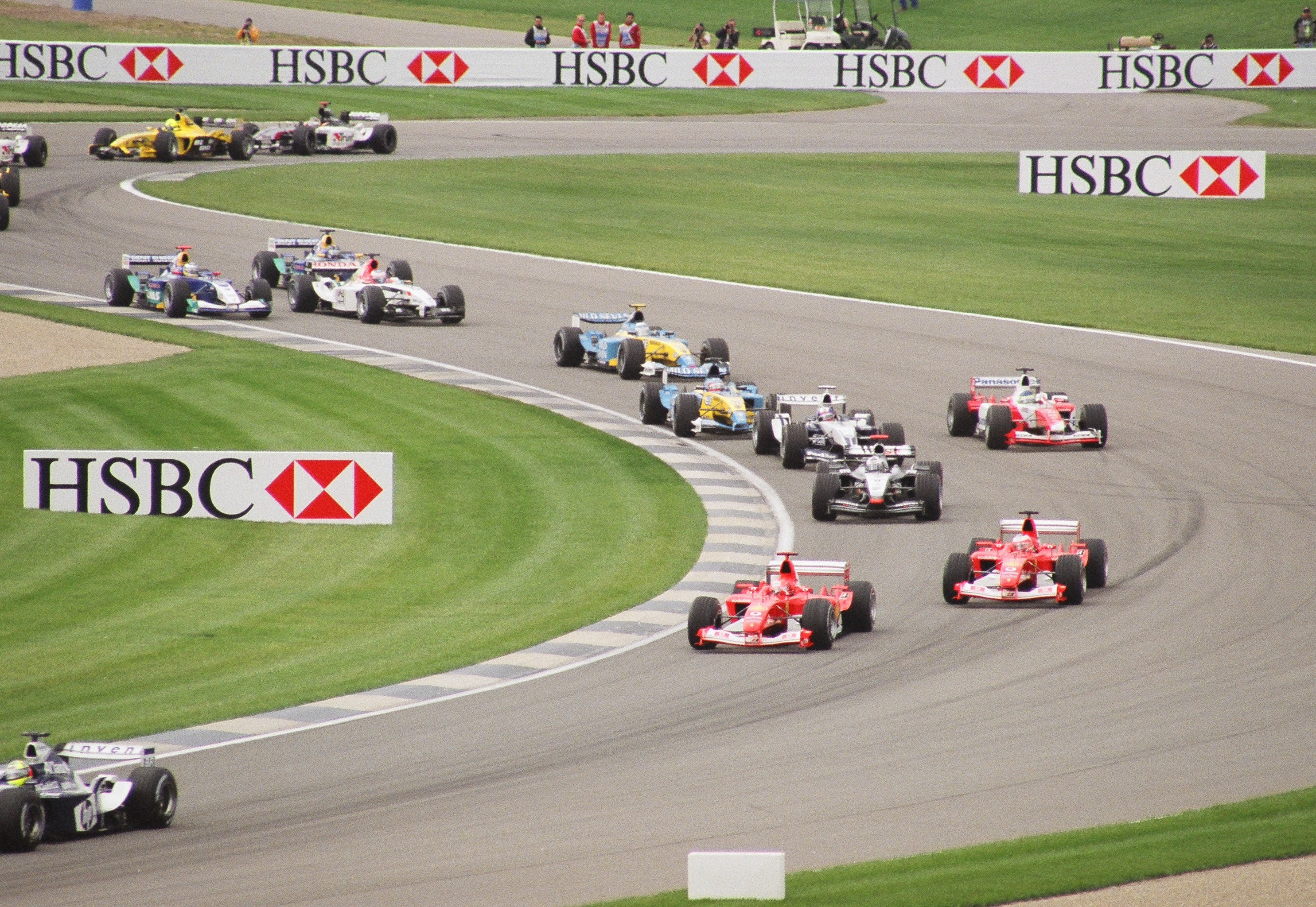
Cursa de Fórmula 1.

Amb excepció del rally i el rally raid, tots els competidors d'una carrera s'enfronten de forma simultània sobre la pista. Cada competidor percep en temps real la seva posició, i pot ajustar el seu esforç en funció de la situació dels seus competidors en cada moment. En aquest cas, es pot observar a simple vista qui és el guanyador: el competidor amb el menor temps és el primer a superar la línia d'arribada o meta.
En les proves de velocitat d'atletisme, en natació de piscina o rem, no hi acostuma a haver interacció física entre els competidors, perquè cadascun disposa del seu propi carrer o carril, i té prohibit abandonar-lo per entorpir físicament els contraris.
En nombroses disciplines de motociclisme i automobilisme, al ciclisme en carretera, en vela o en les proves de fons en atletisme i natació, tots els participants comparteixen una mateixa àrea de carrera i llavors sí que existeix aquesta complicació, i els avançaments constitueixen un element de dificultat i, per tant, de tècnica i estratègia.

### Títol
En aquest sistema, un competidor ha de desafiar el campió regnant a guanyar el campionat. Aquesta forma de campionat s'utilitza en la boxa, la lluita i d'altres esports de combat; en el passat, s'havia fet servir també en els escacs

### Partits a dos
En molts esports, es competeix per enfrontament entre dos esportistes o entre dos equips. A cada partit hi ha un guanyador i un perdedor. Depenent de l'esport en qüestió es pot admetre també la possibilitat d'un empat en igualtat, sense guanyador ni perdedor, mentre que en els que no, hi ha algun tipus de sistema de desempat.
Un partit pot estar dividit en diverses parts:
- Temps (primer temps, segon temps, etc.): És una mera divisió temporal, proporcionant un període de descans entre l'un i l'altre. El marcador és acumulatiu i es conserva entre temps. És el model d'esports d'equip com ara futbol, bàsquet o handbol.
- Sets: Períodes amb marcador independent. La puntuació final del partit ve donat pels sets guanyats per un i altre contendents. S'empra en tennis o voleibol.

La competició entre tots els participants es desenvolupa per mitjà de múltiples enfrontaments a dos, per obtenir finalment una classificació dels competidors.

#### Sistema de lliga o lligueta
Tots els competidors s'han d'enfrontar a cadascun dels altres, com a mínim en una ocasió. Al llarg de la competició, els equips van sumant punts en funció dels seus resultats en cada enfrontament, en general s'atorguen dos o tres punts per una victòria, zero en cas de derrota i un punt per a cada contendent en cas d'empat. D'aquesta manera, s'estableix una taula on els participants queden classificats en funció dels punts acumulats al llarg de la lliga.
Si es tracta d'una lliga a doble partit (o doble volta), significa que els competidors s'enfronten entre ells en dues ocasions: un partit a la pista pròpia i un altre a la de l'oponent, compensant així el possible avantatge del factor camp. En aquest cas, el nombre de partits (o jornades) és elevat i per això és el sistema que se sol emprar en una competició llarga durant tota la temporada anual.

#### Sistema suís
El sistema suís consisteix en la confrontació, individual o per equips, durant un nombre prefixat de rondes. Tot i que pot tenir caràcter eliminatori, l'usual és que tots els competidors participen en totes les rondes. En realitat, el sistema d'eliminatòries ve a ser una variant del sistema suís.
La puntuació de cadascú en cada ronda determina l'assignació del rival, que ha de tenir aquesta mateixa puntuació o la més propera possible. D'aquesta manera, es va produint un efecte de filtratge i una avaluació esportiva progressiva de tots els competidors.
Amb un nombre relativament reduït de rondes és possible obtenir una classificació general. Per exemple, una competició entre 64 jugadors necessita 6 rondes per obtenir el campió i per classificar a la resta. És cert que aquesta classificació pot ser més fiable, més refinada, com més rondes s'afegeixin.
L'eficàcia del sistema s'incrementa si tots els competidors són ordenats inicialment segons la seva força teòrica i si aquest ordre inicial es pren en compte en els aparellaments subsegüents.

#### Sistema d'eliminatòries
Tots els competidors van enfrontant per parelles, però en aquest cas els perdedors de les trobades van abandonant la competició i el nombre de participants es redueix a cada nova ronda de partits, arribant a un partit final (la Final) entre els dos últims supervivents. Cada eliminatòria pot ser a partit únic o de doble partit.
El campió si és així el guanyador de tots els guanyadors, però l'atzar en els aparellaments pot fer que un equip sigui eliminat prematurament en una posició poc d'acord amb el seu potencial. Si els dos equips potencialment finalistes coincideixen en les primeres fases, el subcampió acabaria sent un tercer, més beneficiat per l'ordre dels enfrontaments. Per evitar això se solen fer sortejos dirigits o amb caps de sèrie evitant que els millors s'enfrontin en primeres rondes.
Les competicions denominades de Copa solen emprar aquests sistemes d'eliminació.
hi ha dos tipus d'eliminació: L'eliminació senzilla o també anomenada directa és quan en una competència s'enfronten dos participants i només el guanyador avança a la següent ronda (per exemple com en el tennis o els mundials de futbol després de superada l'etapa de grups). La doble eliminació es dona quan, prenguem a aquests mateixos dos participants, han de jugar-se dos partits per determinar qui és el vencedor (com en el cas del futbol en tornejos internacionals com la UEFA, Champions, Libertadores, Sud-americana, etc.).

#### Sistemes mixtos
És possible combinar en diferents fases d'una mateixa competició el sistema de lligueta i el d'eliminatòries. S'empren diferents combinacions:
- Fase regular i fase final: Sistema de lliga durant la temporada regular, i una segona fase en què participen els equips més ben classificats. Aquesta fase final pot disputar com una lligueta reduïda o com una eliminatòria.
- Torneig obert (open): S'obre la inscripció a un gran nombre de participants que són sotmesos a una fase prèvia de classificació per eliminatòries per reduir ràpidament el nombre. Els jugadors de més nivell o prestigi s'incorporen directament a les rondes finals per evitar el desgast dels partits de classificació.
- Competició per grups: les primeres fases de classificació es poden desenvolupar pel sistema de lligueta, però en aquest cas es fan grups per reduir el nombre d'enfrontaments. Els millors classificats en cada grup passen a competir en la fase posterior.